# San Giorgio in Velabro (titre cardinalice)
Pour l'église, voir San Giorgio in Velabro.
La diaconie cardinalice de San Giorgio in Velabro est érigée vers 590 par le pape Grégoire Ier sur le lieu de l'ancien Forum Boarium, dans le IXe secteur de Rome (Augustea).

## Basilique
La basilique à laquelle est attachée le titre remonte au VIIe siècle et a été construite sur les ruines d'un oratoire du Ve ou VIe siècle. Selon le Liber Pontificalis, le pape Zacharie donne à cette diaconie le crâne de Saint Georges.